# Ça tourne Bromby
 (octobre 2022).
Ça tourne Bromby est une émission de télévision française pour la jeunesse animée par Serge Bromberg, et diffusée du 25 décembre 1997 au 8 septembre 2000 sur La Cinquième.

## L'émission
Destinée aux enfants, petits et grands, l'émission est composée de dessins animés. Elle est présentée par Bromby (Serge Bromberg), un personnage en chair et en os, avec à ses côtés des personnages animés sortis de leur pellicule. Le temps d'une séquence entre chaque dessin animé, Bromby anime l'émission depuis une maison satellisée perdue dans l'espace.

## Programme
- Daco'dac & Lucie : The Digswell Dog Show

## Diffusion
L'émission était diffusée quotidiennement le matin, en parallèle avec Cellulo diffusée à 12h15, également présentée par Serge Bromberg, où l'animateur pose ses pieds sur terre.